# Marile emoții mici
Marile emoții mici este un film românesc din 1964 regizat de Doru Segall.